# Belonopteryx arteriosa
Belonopteryx arteriosa là một loài côn trùng trong họ Chrysopidae thuộc bộ Neuroptera. Loài này được Gerstaecker miêu tả năm 1863.